# U.S. Route 90
U.S Route 90 (också kallad U.S. Highway 90 eller med förkortningen  US 90) är en amerikansk landsväg i USA.